# بادي دوفي
بادي دوفي (بالإنجليزية: Paddy Duffy)‏ (12 نوفمبر 1864 ببوسطن في الولايات المتحدة - 19 سبتمبر 1890) هو ملاكم أمريكي.

## إحصائيات
خاض خلال مسيرته 50 نزالا، فاز في 31 وتعادل في 16 وخسر في 3. فاز بالضربة القاضية في 18 نزالا.

## روابط خارجية
- بادي دوفي على موقع بوكس ريك (الإنجليزية) (registration required)